# Bärsjön, Västmanland
Bärsjön är en sjö i Sala kommun i Västmanland och ingår i Dalälvens huvudavrinningsområde. Sjön är 3 meter djup, har en yta på 0,0629 kvadratkilometer och är belägen 101,3 meter över havet. Sjön avvattnas av vattendraget Mårtsbobäcken.

## Delavrinningsområde
Bärsjön ingår i det delavrinningsområde (666480-153523) som SMHI kallar för Mynnar i Storån. Medelhöjden är 94 meter över havet och ytan är 8,69 kvadratkilometer. Det finns inga avrinningsområden uppströms utan avrinningsområdet är högsta punkten. Mårtsbobäcken som avvattnar avrinningsområdet har biflödesordning 3, vilket innebär att vattnet flödar genom totalt 3 vattendrag innan det når havet efter 123 kilometer. Avrinningsområdet består mestadels av skog (73 procent) och jordbruk (13 procent). Avrinningsområdet har 0,05 kvadratkilometer vattenytor vilket ger det en sjöprocent på 0,6 procent.